# Borkovice
Borkovice (německy Borkowitz) jsou obec v okrese Tábor v Jihočeském kraji. Leží pět kilometrů západně od Veselí nad Lužnicí a dva kilometry od obce Mažice. Žije zde 249 obyvatel.

## Název
Název obce není vyjasněn, může být odvozen od jména jednoho z prvních osadníků nebo od typického borku, rašelinové cihly pro otop.

## Historie
První písemná zmínka o obci pochází z roku 1354.
V okolí se v minulosti, asi od roku 1840, těžila ručně rašelina v podobě borků – způsobem zvaným píchání borků. Od dubna, května na rašeliništi začali tzv. hazeči speciálními rýči (ostré nabroušené želízko úhlového tvaru) krájet a vyrýpávat rašelinné cihly, někde až do hloubky 3 metrů; pak voziči vyházené borky srovnali na výkladišti, kde tyto vysýchaly přes léto; vysušené rašelinové cihly sloužily v zimě v širokém okolí (až na Třeboňsku, v Táboře, Týně nad Vltavou, Českých Budějovicích a Milevsku) jako hlavní topivo. V letech 1943–1945 zde pracovali vězňové z pracovně výchovného tábora v Plané nad Lužnicí. V polovině dvacátého století byla v místech kolem obce Borkovice zahájena průmyslová těžba rašeliny. Po vytěžení hlavních ložisek byla v sedmdesátých letech těžba zastavena.

## Přírodní poměry
Severně od vesnice se nachází přírodní rezervace Kozohlůdky a Borkovická blata a přírodní památka Veselská blata. Borkovická a Veselská blata jsou zpřístupněna pomocí naučné stezky Borkovická blata.

## Obyvatelstvo
| Rok            | 1869 | 1880 | 1890 | 1900 | 1910 | 1921 | 1930 | 1950 | 1961 | 1970 | 1980 | 1991 | 2001 | 2011 | 2021 |
| -------------- | ---- | ---- | ---- | ---- | ---- | ---- | ---- | ---- | ---- | ---- | ---- | ---- | ---- | ---- | ---- |
| Počet obyvatel | 381  | 353  | 390  | 368  | 402  | 422  | 402  | 350  | 353  | 355  | 301  | 258  | 229  | 232  | 229  |
| Počet domů     | 54   | 56   | 52   | 58   | 60   | 61   | 85   | 97   | 89   | 85   | 90   | 103  | 109  | 110  | 113  |

## Obecní správa
Od 1. července 1980 do 23. listopadu 1990 k obci patřily Klečaty, Kundratice, Mažice a Zálší.

### Obecní symboly
Znak a vlajka byly obci uděleny rozhodnutím předsedy Poslanecké sněmovny Parlamentu České republiky dne 22. října 2008.

## Pamětihodnosti
- Kaple na návsi
- Dům čp. 18
- Usedlosti čp. 7, 9, 12, 13, 14, 16, 17 19 a 28

## Osobnosti
- Jan Chýna (1885–1969), pedagog
- Ladislav Kubeš starší (1924–1998), pozounista, kapelník a hudební skladatel
- Jiří Beránek (1945–2021), sochař a malíř

## Galerie

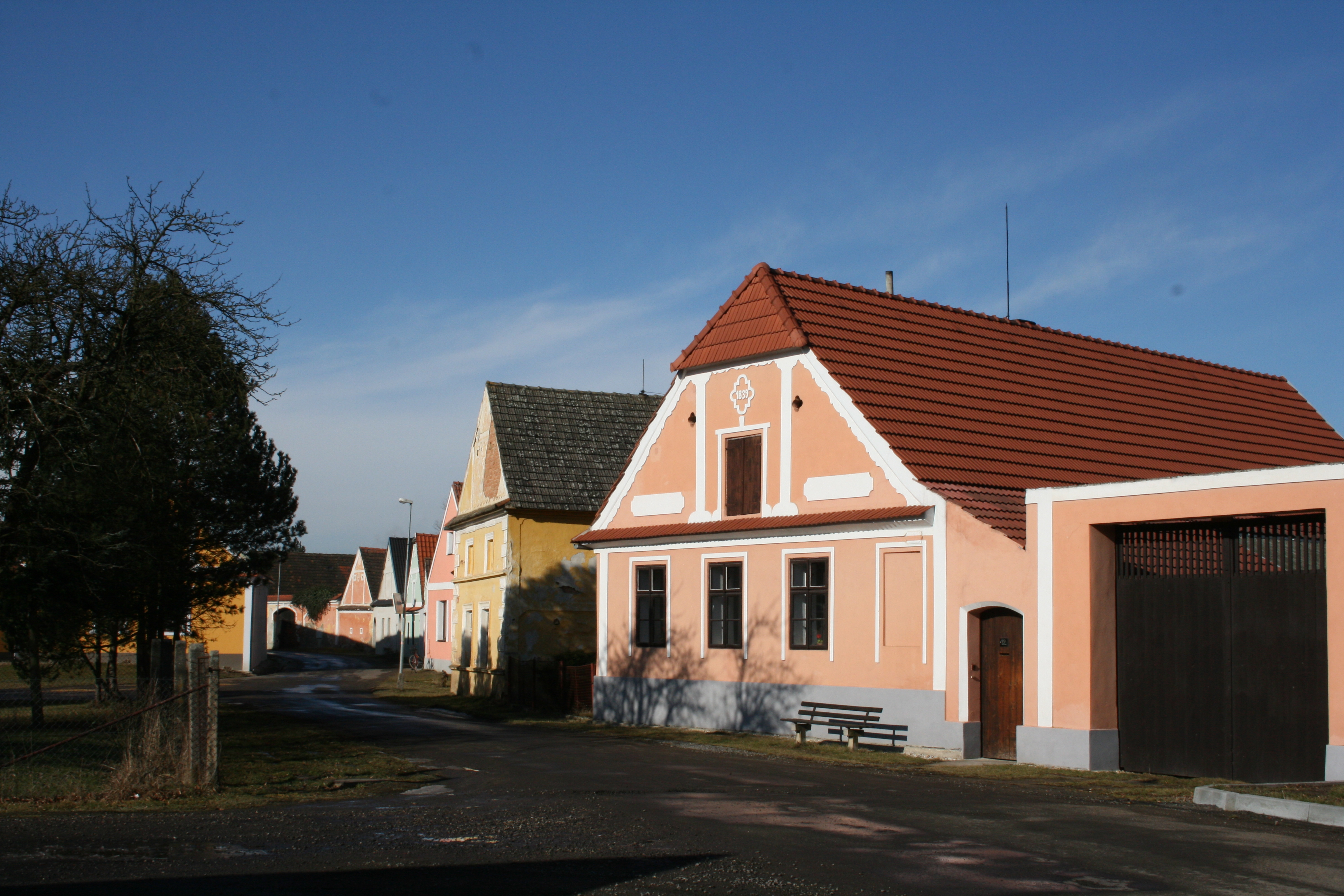
Budovy vystavěné v selském baroku na návsi
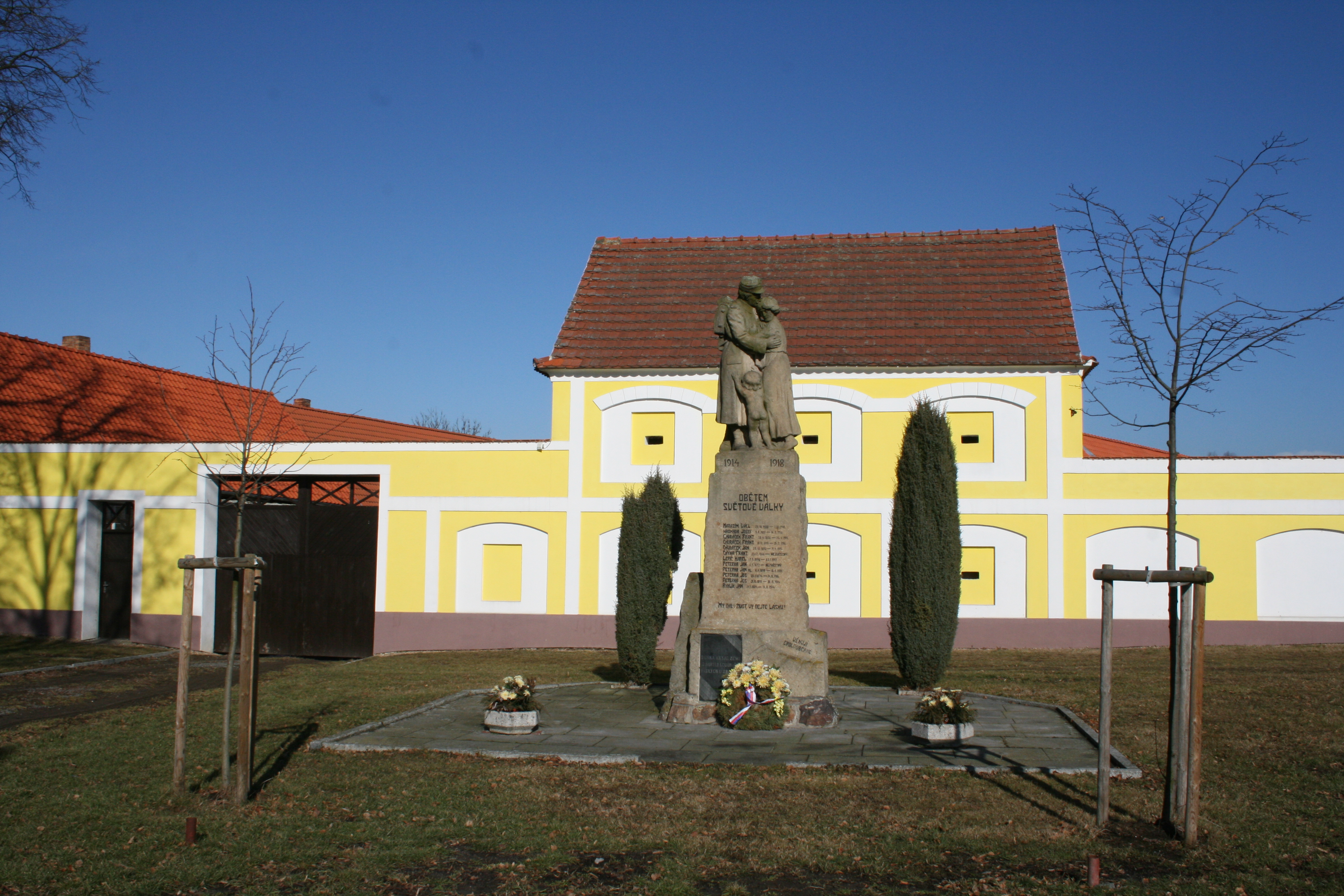
Památník obětem první světové války
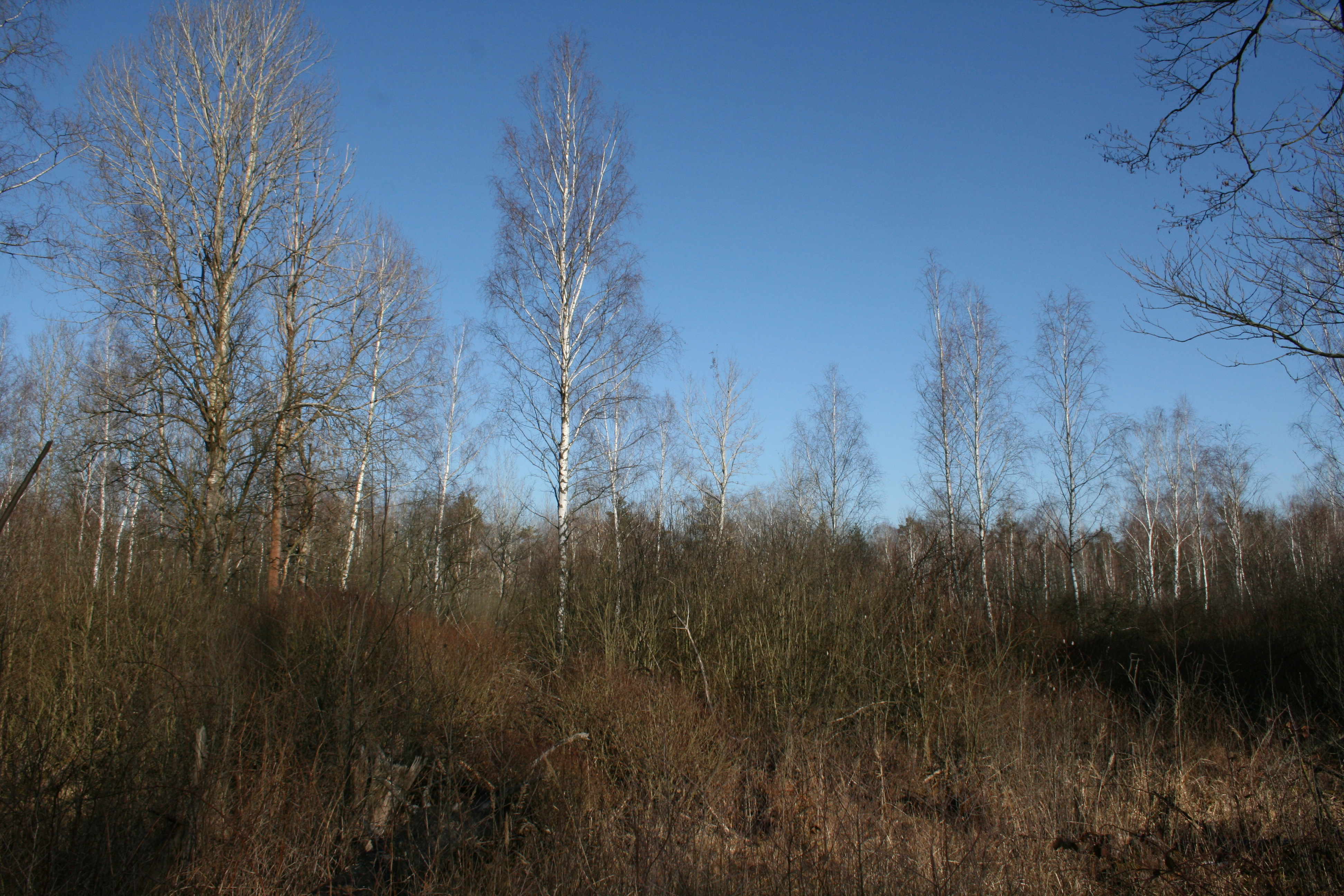
Zarostlé rašeliniště přírodní rezervace Kozohlůdky
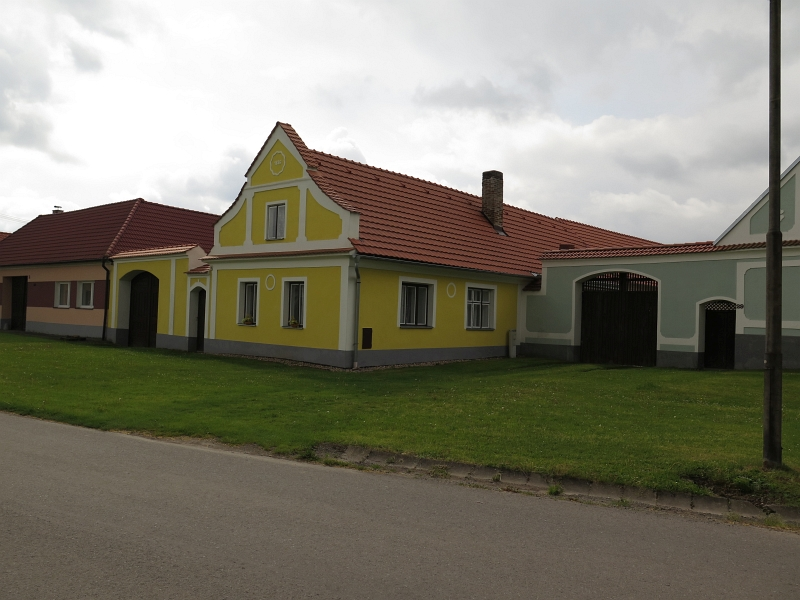
Usedlost čp. 28
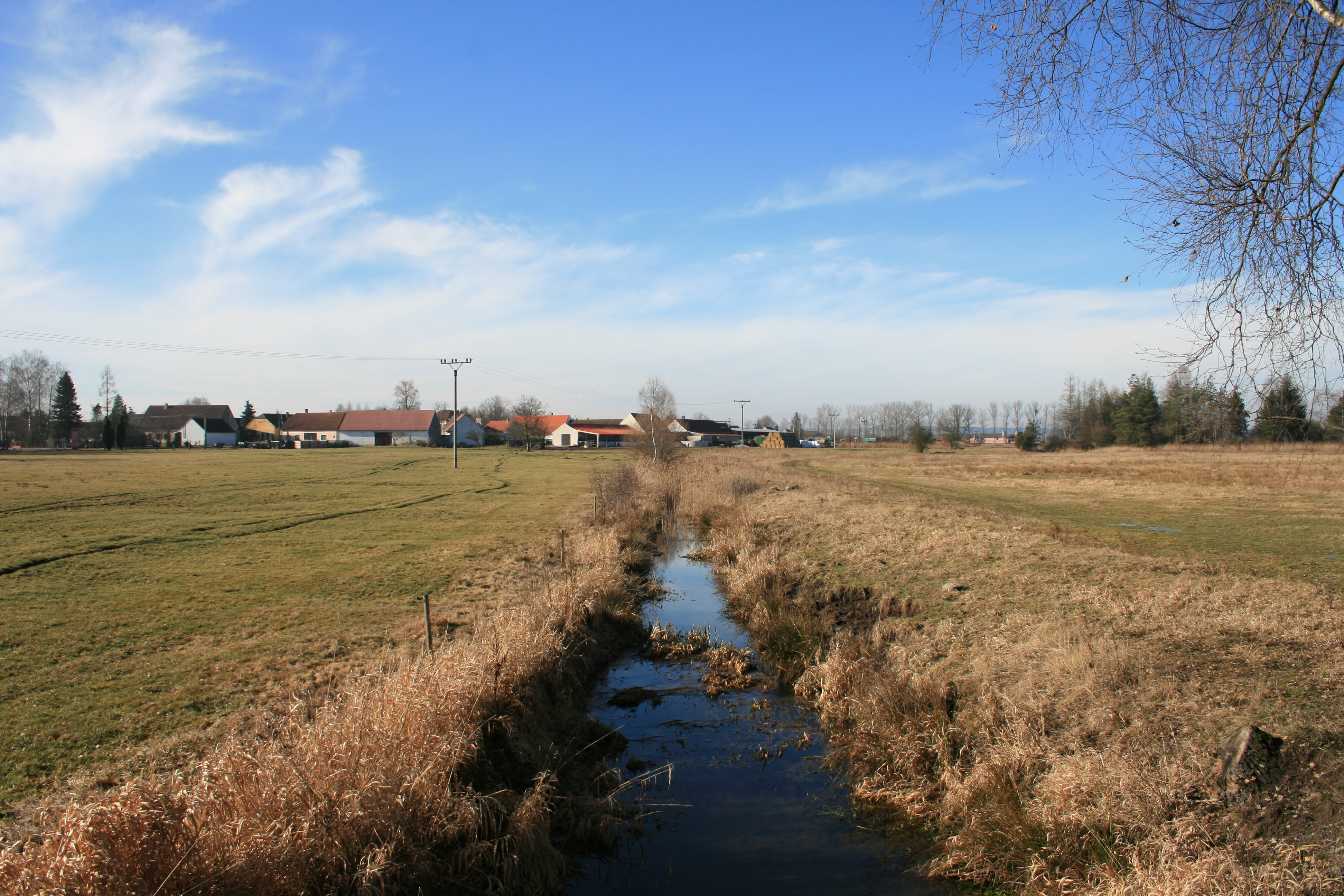
Borkovice z dálky
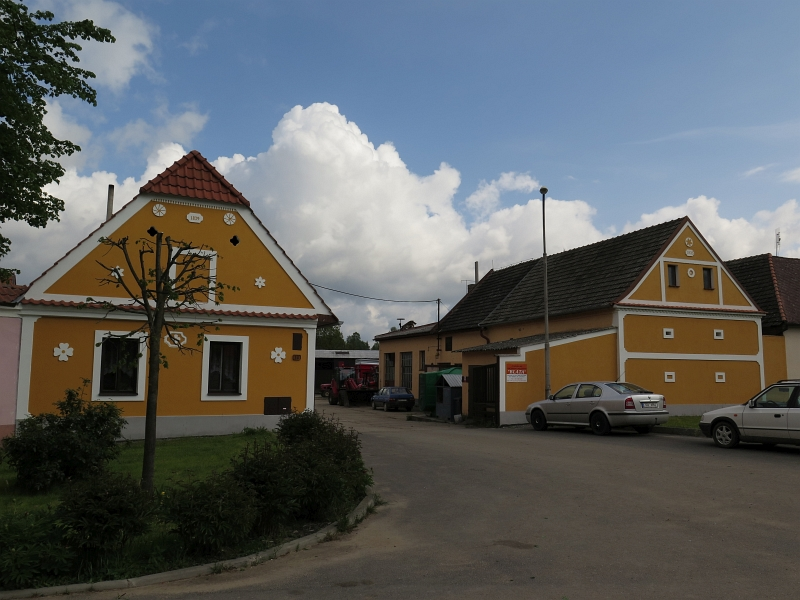
State čp.14
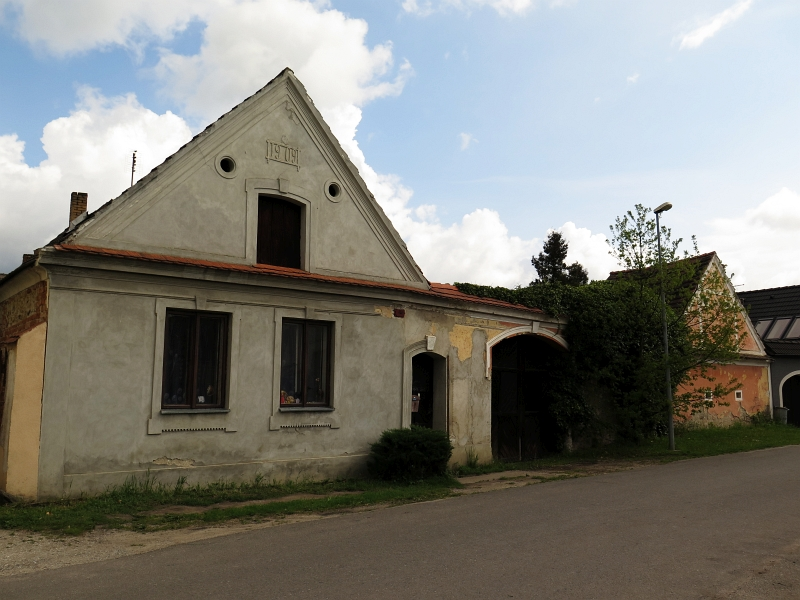
Statek čp. 9
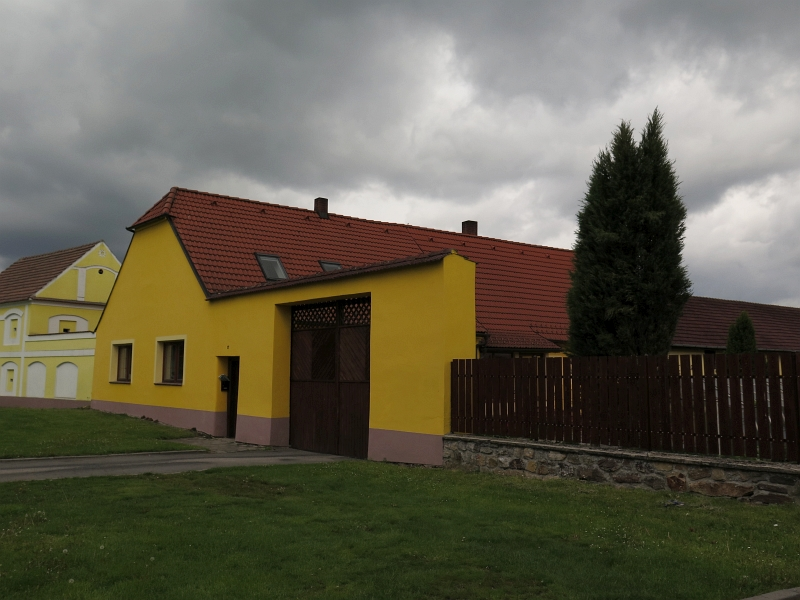
Statek čp. 17